# Urdaneta (Aragua)
Urdaneta è un comune del Venezuela situato nello stato dell'Aragua.
Il capoluogo del comune è la città di Barbacoas.